# ONCE
『ONCE』（ワンス）は、JFN系列で2008年4月1日から2014年9月30日まで放送されていたラジオ番組。

## 概要
- メッセージ紹介及びリクエストを主体とした音楽番組。DJはトムセン陽子。
- また、留守番電話（かつてJFNで放送された『CO-CO MIX』のCO-CO CALLと同じ）も設置され、一部リスナーの声がオンエアされた。
- 放送開始からの2年間は、TOKYO FMとJFNCとの共同制作番組として、東京エリアでも放送され、TOKYO FM Midtown Studioから公開生放送されていた。

前番組は、TOKYO FMでは『A'll that RADIO』、JFN各局では『Switch!』だった。この再編は『Good morning! That's wakeman show』と『6Sense』が統合されて『Eyes on Japan』が誕生して以来である。なお、Midtown Studioからの公開生放送は『A'll that RADIO』でおこなわれていたスタイルの踏襲である。
- 放送時間はJFNCネット局では全曜日11:30 - 12:55。
  - 12時時報直後のジングル（10秒）は各局で差し替え可能となっており、HELLO FIVEなど一部地域ではここでCMが放送されている。
- 一方、同日スタートの朝ワイド『クロノス』同様に東京ローカルの時間もあった。月-木は13:00 - 13:55で、金は12:55 - 13:00（エンディングのみを放送）。
  - 全曜日12:51 - 12:55はTOKYO UPDATEを放送。東京でこちらを放送中にネット局ではエンディングを放送する。
- 2010年3月18日の放送で、TOKYO FMのみ3月で終了することが発表された。JFN系列の昼ワイドは再び分離となり、JFN系列での放送は継続。今まで放送していたTOKYO FM Midtown Studioから半蔵門のFMセンターJFNスタジオへ移動する（TOKYO FMではこの時間は『LOVE CONNECTION』と『シナプス』に変わり、Midtown Studioからの放送は『LOVE CONNECTION』が引き継ぐ）。
- 2014年9月30日をもって番組終了となった。なおトムセンはInterFMの同時間帯の昼ワイド番組『Happy Hour!』の月曜〜水曜パーソナリティとなる。

## 放送時間
- JFN系列局：月曜 - 金曜 11:30 - 12:55（JST）

## パーソナリティ
- トムセン陽子
  - なお、夏季休暇時はゲストパーソナリティが日替わりで担当している。

## タイムテーブル（現在）
- 11:30 オープニング
- 11:40 ONCE Entertainment Pick up
- 11:55 JFNニュース（ローカル枠、一部地域は差し替え）
- 12:00 12時台オープニング・ワンレコ
- 12:05 Connect with iTunes（水曜日は「MY ONCE リクエスト」）
- 12:30 STAR★ONCE（ゲストコーナー）
- 12:49 ローカル枠
- 12:52頃 エンディング

## 主なコーナー
ONCE Entertainment Pick up
- 日本国内外の芸能ニュースを3ないし4項目紹介。コーナー終了前にメッセージの募集テーマ（毎月最終週はフリーテーマ）が発表される。

ワンレコ
- ワンス・レコーズの略で架空のレコードレーベルと称されている。毎月、テーマに沿った選曲をし、毎日1曲を紹介している。

Connect with iTunes
- 注目曲にコネクトするという趣旨のコーナー。ダウンロードランキングの他に、月曜日にはトムセンがエレキギターで生演奏に挑戦している。

MY ONCE リクエスト
- 2010年10月から水曜日に放送されているリクエストコーナー。思い出のある1曲とエピソードが紹介される。

STAR★ONCE
- 日替わりのゲストコーナー。コーナー開始前にはゲストへの10個の質問が問答される。

## ネット局（2013年12月現在）
※ローカルニュースなどの枠である11:55 - 12:00は除く

### フルネット
月 - 金ネット
- エフエム徳島
- FM-OKAYAMA
- エフエム香川
- Radio 80（11:49『快適生活ラジオショッピング』）
- V-air（11:50『快適生活ラジオショッピング』）
- HELLO FIVE（11:49快適生活ラジオショッパー）
- FM福井

月 - 木ネット
- FMY（2011年11月までは金曜もフルネット）
- FMとやま
- FM長野（月 - 金、2013年3月までは12時台は地域情報番組）
- Rhythm Station（月 - 木、12時台は地域情報番組を放送）
- レディオキューブFM三重
- HFM
- JOYFM（月 - 水 12:49『JOYFM INFORMATION』、木 12:49『C-WAVE NETWORK』。2013年4月からネット開始、同年9月までは金曜もフルネット）

特定曜日ネット
- エフエム青森（月〜水 11:51地域情報・天気予報）[1]
- Hi-six（月 11:50『快適生活ラジオショッピング』）
- エフエム秋田（火・木）
- FM GUNMA（月・火 12:49『タウンガイド』）

### 11時台のみネット
- エフエム青森（木・金、11:51地域情報・天気予報、木、12時台は地域情報番組、金、12時台は東北エリアブロックネット番組『STEPPIN' TOHOKU』）
- エフエム岩手（月 - 金、月〜木の12時台は地域情報番組『ふるさと元気隊』を放送、金曜の12時台は東北エリアブロックネット番組『STEPPIN' TOHOKU』。それまでは火曜は『中津川テレビワンダあな』を11時台に、そのほか月曜から木曜は12時台も放送していた。）
- FMサガ（月 - 木、12時台は地域情報番組、2014年4月からは、月・水・木が11:30〜11:48、金が11:30〜11:55、12:30〜12:55の2部編成、火のみフルネットと複雑なネット体制になる）
- RADIO BERRY（月 - 木、12時台は地域情報番組）
- Hi-six（水、11:50『快適生活ラジオショッピング』、12時台は地域情報番組を放送）

### 12時台のみネット
- エフエム秋田（月・水、11時台は自社制作の『LUNCH TIME STEPS』、2011年11月までは、火・水曜日の12時台もネット）
- FM GUNMA（水・木、12:49『タウンガイド』、11時台は自社制作番組を放送）
- FM-OKAYAMA（金、11時台はJFNC制作の『Music Remark』と『過払い金 ズバリ! 法律相談』）
- fm nagasaki（2012年4月から金、11時台はFM福岡制作の『NTT西日本 ミュージックサロン』を放送）
- ふくしまFM（12:50『快適生活ラジオショッピング』、11時台は自社制作番組）

## かつて放送された局
- μFM（月 - 金、12:45『快適生活ラジオショッピング』、金のみ12時飛び乗り〈2009年3月まで〉）
- TOKYO FM（月 - 木 11:30 - 14:00、金 11:30 - 13:00〈2010年3月まで〉）
- Air-Radio（月 - 木、12:49『快適生活ラジオショッピング』〈2010年4月から9月まで〉）
- Kiss-FM KOBE（月 - 木、12時台は自社制作の『Sound Barista from Cafe de MiKi with Hello Kitty』、木、11:42『うまみ〜、さーちゃんのビューティー・ナビ!!』→『うまみ〜、ルリちゃんのビューティー・ナビ!!』、2009年8月から2010年2月18日まではフルネット〈2010年9月まで〉）[2]
- e-radio（月 - 木、12:49『e-radio HotStuff』〈2009年7月から2011年3月まで〉）[2]
- Date fm（月 - 木、2013年3月までネット）